# Бенксі
Бенксі (англ. Banksy) — псевдонім скандально відомого англійського андерграундного художника графіті, політичного активіста та режисера, особа котрого не встановлена. Існують припущення, що швейцарський художник Метр де Кассон (Maître de Casson) може бути Бенксі, але де Кассон заперечує це на своєму вебсайті.
Навколо його біографії та справжнього імені точиться багато суперечок. Згідно з найпоширенішими версіями, його справжнє ім'я — Роберт або Робін Бенкс.
У листопаді 2022 року в Бородянці Київської області України з'явилися графіті, присвячені російсько-українській війні, що виконані у стилі Бенксі. 11 листопада Бенксі підтвердив своє авторство та опублікував фотографії зруйнованого росіянами будинку, на стіні якого зобразив дівчинку. [⇨]

## Біографія
Вважається, що Бенксі народився в 1974 році в англійському місті Бристолі. Наприкінці 90-х років він почав займатися графіті і досить довгий час діяв як звичайний райтер, але з часом його малюнки ставали все масштабнішими, а втікати від поліції йому ставало все складніше. Одного разу, ховаючись від англійських поліцейських, Бенксі вирішив почати користуватися трафаретами, щоб економити час.
Восени 2006 року в декількох лондонських магазинах він непомітно замінив диски з альбомом співачки Періс Гілтон на диски із сорокахвилинною піснею свого друга Danger Mouse і власними малюнками.
Завдяки таланту і гострій соціальній тематиці малюнків, Бенксі швидко здобув популярність спершу в Англії, а потім і у всьому світі. Найдивовижніше, що він досі зберігає анонімність і ховається від поліції.
У фільмі «Останній нащадок Землі» можна побачити деякі роботи Бенксі, включаючи зображення двох констеблів, що цілуються.
У 2010 році Бенксі взяв участь у Берлінському міжнародному кінофестивалі Берлінале зі своїм фільмом «Вихід через сувенірну крамницю» / «Exit Through the Gift Shop», пройшовши інкогніто по червоній доріжці фестивалю. Музичній групі «Exit Through the Gift Shop», чию назву Бенксі використовував для свого кінодебюту, художник як компенсацію подарував одну зі своїх робіт. Фільм номінований Американською кіноакадемією на премію «Оскар» — 2011 у категорії «Найкращий документальний повнометражний фільм».
У січні 2011 року в Інтернеті з'явилися повідомлення про те, що на eBay був виставлений незвичайний лот — клаптик паперу з написаним на ньому справжнім ім'ям Бенксі. Продавець — американець, що зачаївся під псевдонімом jaybuysthings. В описі лота він написав:

Якщо ви виграєте цей аукціон, я вишлю вам поштою клаптик паперу зі справжнім ім'ям Бенксі. Я розкрив його особистість, звіряючи дані про продажі його робіт із податковими записами. Більше деталей я не розкрию. Переможець аукціону буде єдиною у світі людиною, з якою я коли-небудь поділюся цією інформацією. На папері буде вказано тільки ім'я і ні слова більше. Я даю вам 100 % гарантію, що це найбільш імовірне ім'я Бенксі. Попередній аукціон був закритий самим eBay через те, що я продавав щось «нематеріальне». Тепер це фізичний об'єкт.

Стартова ціна лота була 3000 доларів США. Після 38 ставки вона досягла $ 999 999. На даний момент лот видалений із невідомої причини. У ЗМІ також висловлювалися припущення про те, що цей лот виставив сам Бенксі або його спільник.
Тег «Banksy» кілька разів попадається в The Simpsons 22 сезон 14 серія «Angry Dad: The Movie». Так само Бенксі взяв участь у створенні заставки до The Simpsons 22 сезон 3 серія, де показав своє бачення Сімпсонів.
У жовтні 2011 року, коли одна з вуличних картинок Бенксі в Бристолі була замазана чорним, містяни розцінили це як акт вандалізму. Раніше бристольські домовласники, під тиском громадськості, змушені були бережно ставитися до street-art'у .
5 жовтня 2018 року на аукціоні Sotheby's була продана картина «Дівчинка з повітряною кулею». Винятковість факту полягає в тому, що відразу ж після закінчення торгів картина була розрізана на шматки на очах у учасників торгів — вона пройшла через шредер, вбудований в раму. На своєму youtube-каналі Бенксі пояснив, що він сам вмонтував знищувач в раму картини кілька років тому. Оскільки захований в рамі картини знищувач паперу спрацював тільки частково, результат акції став новим арт-об'єктом, отримавши назву «Любов у кошику для сміття», і на думку оглядачів, здорожчав удвічі.

## Бенксі та Україна

Бенксі. Діти війни. Київ, Майдан Незалежності, 6 листопада 2022

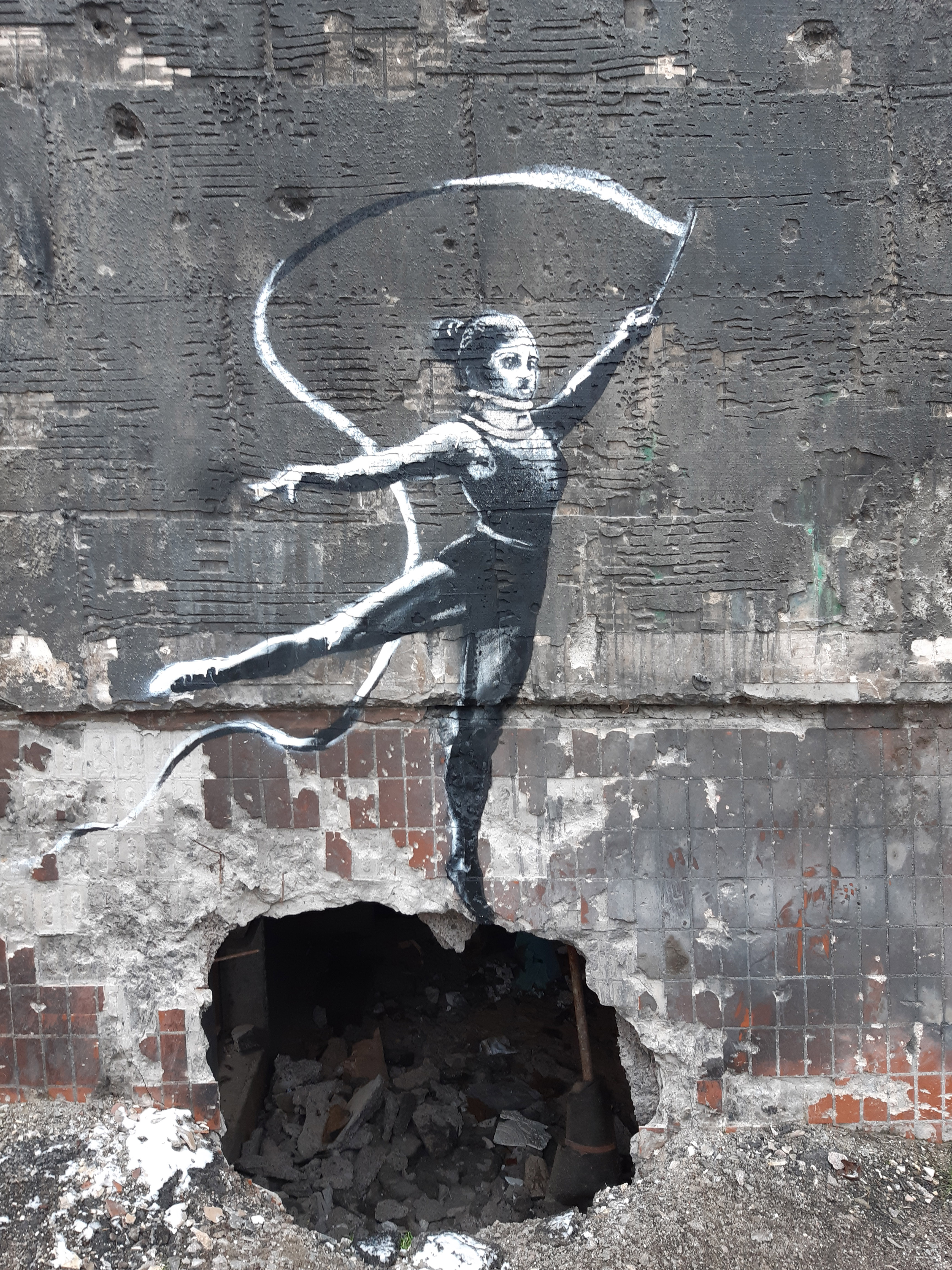
Графіті на стіні розбомбленого будинку в Ірпіні

Бенксі є також знаним благодійником. 21 березня 2022 року MyArtBroker анонімно виставив на благодійний аукціон у Лондоні унікальну антивоєнну картину — Banksy's CND Soldiers, unsigned під хештегом #ABANKSY4UKRAINE. Усі зібрані кошти передадуть на підтримку дитячої лікарні НДСЛ Охматдит у Києві, яка й надалі працює під обстрілами та рятує життя. Зараз у закладі лікують поранених дітей, які постраждали внаслідок російської вторгнення в Україну. Тихий аукціон завершився 27 березня 2022 року. Торги починаються від 20 000 фунтів стерлінгів.Після закінчення аукціону стало відомо, що картину продали за 81 тисячу фунтів. 
У листопаді 2022 року Бенксі таємно відвідав Україну. Він створив сім графіті у Києві (на розі Хрещатика, 9  й Алеї Героїв Небесної Сотні та на Великій Житомирській вулиці, 13), а також в Ірпені (на Гостомельському шосе, 158), Бородянці (на Центральній вулиці, 253 і 427), Гостомелі (на Проскурівській, 10) та Горенці (на Садовій, 21), які найбільше постраждали від російських бомбардувань на початку російського вторгнення в Україну. У грудні 2022 року художник Бенксі став почесним громадянином Ірпеня.
На Великій Житомирській вулиці українські графітісти домалювали до графіті персонажів мультфільмів «Як козаки…» режисера Володимира Дахна. Мистецтвознавиця Євгенія Моляр заявила, що таким чином «комерційно успішний бренд Бенксі повернули в контекст справжнього вуличного мистецтва, яке передбачає подібну взаємодію».
2 грудня 2022 року стало відомо, що графіті жінки у протигазі та з вогнегасником вирізали зі стіни будинку у Гостомелі. Роботу оцінили в 9 мільйонів гривень. А деякі артдилери навіть припустили, що вартість може сягати від 1 млн до 10 млн доларів. Того ж дня поліція заарештувала групу з восьми осіб, причетних до викрадення, і вилучила запаковане у плівку графіті.
У квітні 2023 року розпочали демонтувати розбомблений росіянами будинок в Ірпені з графіті «Гімнастка». 12 травня фрагмент інсталяції перенесли на нову локацію.
«Діти війни» Бенксі з'являються на 12 секунді в кліпі «Стефанія» гурту «Kalush Orchestra» під час виступу у гранд-фіналі «Євробачення» 13 травня 2023 року.

## Персональні виставки
- 19 липня 2002 року в Лос-Анджелесі в галереї «33 1/3» відбулася перша персональна виставка Бенксі. Виставка під назвою Екзистенцілізм керувалася галереєю «33 1/3», а також такими організаціями, як «Malathion», «Funk Lazy Promotions» та «B +».[40]
- У 2003 році виставка під назвою «Turf War» була організована на складі. Бенксі малював на тваринах, що викликало численні протести.[41]
- 2009 — «Banksy UK Summer show». Бристольський міський музей, Бристоль[42].

## Критика
Пітер Гібсон, представник організації «Keep Britain Tidy», що бореться за чистоту, стверджує, що роботи Бенксі є звичайним вандалізмом, а Діана Шекспір, представник тієї ж організації, говорить:
|  | Ми стурбовані тим, що вуличне мистецтво Бенксі прославляє те, що по суті є вандалізмом. Оригінальний текст (англ.) We are concerned that Banksy's street art glorifies what is essentially vandalism. |

## Фільмографія
| Рік  | Фільм                          | Роль   | Режисер               |
| ---- | ------------------------------ | ------ | --------------------- |
| 2010 | Вихід через сувенірну крамницю | Бенксі | Бенксі                |
| 2011 | The Antics Roadshow            |        | Бенксі, Джеймі Дікруз |

## Нагороди та Номінації
2011 — Номінація на «Оскар» за найкращий документальний фільм.

## Галерея

«Полісмени, які цілуються»
Графіті на стіні Клініки сексуальних проблем, Бристоль
Купуєш доки не впустиш
Чарльз Менсон
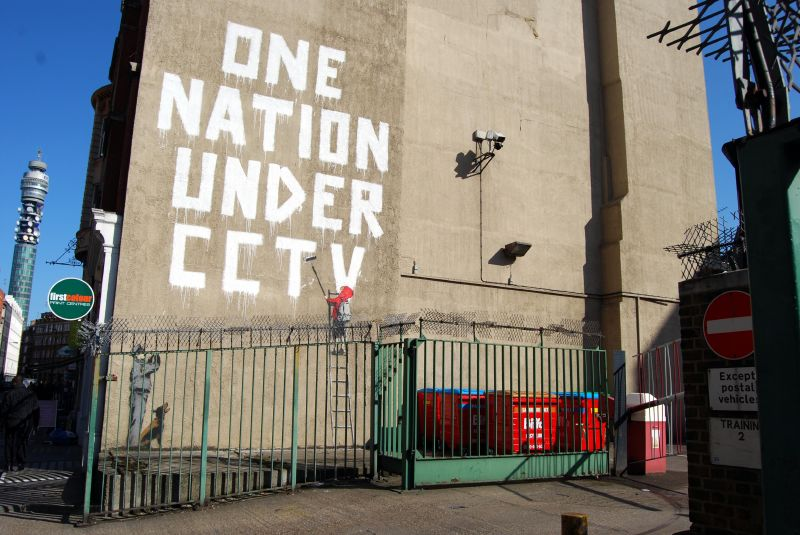
Єдина нація під відеонаглядом